# Friedrich Wetter
Friedrich kardinál Wetter (* 20. února 1928, Landau in der Pfalz) je německý římskokatolický kněz, emeritní arcibiskup mnichovsko-freisinský.

## Kariéra
Studoval na německých vysokých školách (ve Frankfurtu nad Mohanem a Mnichově) a také na Papežské univerzitě Gregoriana, kde získal doktorát teologie. Kněžské svěcení přijal 10. října 1953, poté působil jako teolog na několika německých univerzitách.
V květnu 1968 byl jmenován biskupem špýrské diecéze, biskupské svěcení přijal 29. června 1968 od předcházejícího biskupa Isidora Markuse Emanuela. Účastnil se zasedání Světové synody biskupů ve Vatikánu.
28. října 1982 byl jmenován arcibiskupem mnichovsko-freisinské arcidiecéze (po Josephu Ratzingerovi), v květnu 1985 ho papež Jan Pavel II. jmenoval kardinálem.
V únoru 2007 tehdejší papež Benedikt XVI. přijal jeho rezignaci na funkci arcibiskupa vzhledem k dovršení 75 let a současně ho pověřil vedením arcidiecéze do doby jmenování nového nástupce. Tím se v únoru 2008 stal Reinhard Marx.